# Gran Premio de Alemania de Motociclismo de 2019
El Gran Premio de Alemania de Motociclismo de 2019 (oficialmente HJC Helmets Motorrad Grand Prix Deutschland) fue la novena prueba del Campeonato del Mundo de Motociclismo de 2019. Tuvo lugar el fin de semana del 5 al 7 de julio de 2019 en el circuito de Sachsenring, situado en la localidad de Hohenstein-Ernstthal en Sajonia, Alemania.
La carrera de MotoGP fue ganada por Marc Márquez, seguido de Maverick Viñales y Cal Crutchlow. Álex Márquez fue el ganador de la prueba de Moto2, por delante de Brad Binder y Marcel Schrötter. La carrera de Moto3 fue ganada por Lorenzo Dalla Porta, Marcos Ramírez fue segundo y Arón Canet tercero. Niki Tuuli ganó la carrera de MotoE, detenida en la sexta vuelta por bandera roja, por delante de Bradley Smith y Mike Di Meglio.

## Resultados

### Resultados MotoGP
| Pos.    | N.º | Piloto            | Constructor | Vueltas | Tiempo    | Parrilla | Puntos |
| ------- | --- | ----------------- | ----------- | ------- | --------- | -------- | ------ |
| 1       | 93  | Marc Márquez      | Honda       | 30      | 41:08.276 | 1        | 25     |
| 2       | 12  | Maverick Viñales  | Yamaha      | 30      | +4.587    | 3        | 20     |
| 3       | 35  | Cal Crutchlow     | Honda       | 30      | +7.741    | 6        | 16     |
| 4       | 9   | Danilo Petrucci   | Ducati      | 30      | +16.577   | 12       | 13     |
| 5       | 4   | Andrea Dovizioso  | Ducati      | 30      | +16.669   | 13       | 11     |
| 6       | 43  | Jack Miller       | Ducati      | 30      | +16.836   | 5        | 10     |
| 7       | 36  | Joan Mir          | Suzuki      | 30      | +17.156   | 9        | 9      |
| 8       | 46  | Valentino Rossi   | Yamaha      | 30      | +19.110   | 11       | 8      |
| 9       | 21  | Franco Morbidelli | Yamaha      | 30      | +20.634   | 7        | 7      |
| 10      | 6   | Stefan Bradl      | Honda       | 30      | +22.708   | 14       | 6      |
| 11      | 53  | Tito Rabat        | Ducati      | 30      | +26.345   | 22       | 5      |
| 12      | 44  | Pol Espargaró     | KTM         | 30      | +26.574   | 8        | 4      |
| 13      | 29  | Andrea Iannone    | Aprilia     | 30      | +32.753   | 16       | 3      |
| 14      | 30  | Takaaki Nakagami  | Honda       | 30      | +32.925   | 10       | 2      |
| 15      | 17  | Karel Abraham     | Ducati      | 30      | +37.934   | 21       | 1      |
| 16      | 55  | Hafizh Syahrin    | KTM         | 30      | +41.615   | 18       |        |
| 17      | 63  | Francesco Bagnaia | Ducati      | 30      | +56.189   | 17       |        |
| 18      | 88  | Miguel Oliveira   | KTM         | 30      | +57.377   | 20       |        |
| Ret     | 41  | Aleix Espargaró   | Aprilia     | 28      | Caída     | 15       |        |
| Ret     | 42  | Álex Rins         | Suzuki      | 18      | Caída     | 4        |        |
| Ret     | 5   | Johann Zarco      | KTM         | 2       | Caída     | 19       |        |
| Ret     | 20  | Fabio Quartararo  | Yamaha      | 1       | Caída     | 2        |        |
| Fuente: |     |                   |             |         |           |          |        |

### Resultados Moto2
| Pos.    | N.º | Piloto                | Constructor | Vueltas | Tiempo    | Parrilla | Puntos |
| ------- | --- | --------------------- | ----------- | ------- | --------- | -------- | ------ |
| 1       | 73  | Álex Márquez          | Kalex       | 28      | 39:35.101 | 1        | 25     |
| 2       | 41  | Brad Binder           | KTM         | 28      | +1.208    | 17       | 20     |
| 3       | 23  | Marcel Schrötter      | Kalex       | 28      | +1.630    | 3        | 16     |
| 4       | 21  | Fabio Di Giannantonio | Speed Up    | 28      | +4.116    | 4        | 13     |
| 5       | 12  | Thomas Lüthi          | Kalex       | 28      | +5.191    | 12       | 11     |
| 6       | 40  | Augusto Fernández     | Kalex       | 28      | +6.332    | 5        | 10     |
| 7       | 7   | Lorenzo Baldassarri   | Kalex       | 28      | +6.526    | 10       | 9      |
| 8       | 9   | Jorge Navarro         | Speed Up    | 28      | +8.177    | 11       | 8      |
| 9       | 88  | Jorge Martín          | KTM         | 28      | +10.538   | 7        | 7      |
| 10      | 10  | Luca Marini           | Kalex       | 28      | +13.591   | 2        | 6      |
| 11      | 22  | Sam Lowes             | Kalex       | 28      | +13.656   | 13       | 5      |
| 12      | 45  | Tetsuta Nagashima     | Kalex       | 28      | +13.836   | 18       | 4      |
| 13      | 87  | Remy Gardner          | Kalex       | 28      | +13.996   | 9        | 3      |
| 14      | 33  | Enea Bastianini       | Kalex       | 28      | +15.064   | 24       | 2      |
| 15      | 5   | Andrea Locatelli      | Kalex       | 28      | +17.234   | 14       | 1      |
| 16      | 64  | Bo Bendsneyder        | NTS         | 28      | +18.077   | 15       |        |
| 17      | 94  | Jonas Folger          | Kalex       | 28      | +18.232   | 20       |        |
| 18      | 11  | Nicolò Bulega         | Kalex       | 28      | +19.852   | 16       |        |
| 19      | 72  | Marco Bezzecchi       | KTM         | 28      | +26.424   | 19       |        |
| 20      | 77  | Dominique Aegerter    | MV Agusta   | 28      | +30.791   | 21       |        |
| 21      | 24  | Simone Corsi          | Kalex       | 28      | +36.693   | 22       |        |
| 22      | 62  | Stefano Manzi         | MV Agusta   | 28      | +37.502   | 23       |        |
| 23      | 4   | Steven Odendaal       | NTS         | 28      | +37.655   | 27       |        |
| 24      | 3   | Lukas Tulovic         | KTM         | 28      | +38.526   | 28       |        |
| 25      | 16  | Joe Roberts           | KTM         | 28      | +48.740   | 25       |        |
| 26      | 18  | Xavier Cardelús       | KTM         | 28      | +1:15.427 | 29       |        |
| Ret     | 27  | Iker Lecuona          | KTM         | 27      | Caída     | 6        |        |
| Ret     | 97  | Xavi Vierge           | Kalex       | 12      | Caída     | 8        |        |
| Ret     | 96  | Jake Dixon            | KTM         | 0       | Caída     | 26       |        |
| WD      | 20  | Dimas Ekky Pratama    | Kalex       |         | Retirado  |          |        |
| Fuente: |     |                       |             |         |           |          |        |

### Resultados Moto3
| Pos.    | N.º | Piloto              | Constructor | Vueltas | Tiempo    | Parrilla | Puntos |
| ------- | --- | ------------------- | ----------- | ------- | --------- | -------- | ------ |
| 1       | 48  | Lorenzo Dalla Porta | Honda       | 27      | 39:29.348 | 4        | 25     |
| 2       | 42  | Marcos Ramírez      | Honda       | 27      | +0.072    | 3        | 20     |
| 3       | 44  | Arón Canet          | KTM         | 27      | +0.120    | 22       | 16     |
| 4       | 55  | Romano Fenati       | Honda       | 27      | +0.185    | 5        | 13     |
| 5       | 25  | Raúl Fernández      | KTM         | 27      | +0.323    | 15       | 11     |
| 6       | 17  | John McPhee         | Honda       | 27      | +0.445    | 10       | 10     |
| 7       | 79  | Ai Ogura            | Honda       | 27      | +0.678    | 16       | 9      |
| 8       | 24  | Tatsuki Suzuki      | Honda       | 27      | +0.749    | 14       | 8      |
| 9       | 71  | Ayumu Sasaki        | Honda       | 27      | +0.829    | 1        | 7      |
| 10      | 84  | Jakub Kornfeil      | KTM         | 27      | +0.955    | 6        | 6      |
| 11      | 11  | Sergio García       | Honda       | 27      | +1.064    | 18       | 5      |
| 12      | 23  | Niccolò Antonelli   | Honda       | 27      | +2.239    | 17       | 4      |
| 13      | 12  | Filip Salač         | KTM         | 27      | +6.379    | 13       | 3      |
| 14      | 61  | Can Öncü            | KTM         | 27      | +6.648    | 12       | 2      |
| 15      | 14  | Tony Arbolino       | Honda       | 27      | +6.652    | 19       | 1      |
| 16      | 5   | Jaume Masiá         | KTM         | 27      | +6.685    | 21       |        |
| 17      | 22  | Kazuki Masaki       | KTM         | 27      | +18.243   | 23       |        |
| 18      | 82  | Stefano Nepa        | KTM         | 27      | +33.859   | 20       |        |
| 19      | 16  | Andrea Migno        | KTM         | 27      | +33.882   | 28       |        |
| 20      | 76  | Makar Yurchenko     | KTM         | 27      | +36.088   | 26       |        |
| 21      | 75  | Albert Arenas       | KTM         | 27      | +36.123   | 7        |        |
| 22      | 54  | Riccardo Rossi      | Honda       | 27      | +36.859   | 27       |        |
| 23      | 28  | Dirk Geiger         | KTM         | 27      | +1:17.087 | 30       |        |
| 24      | 69  | Tom Booth-Amos      | KTM         | 26      | +1 vuelta | 29       |        |
| Ret     | 7   | Dennis Foggia       | KTM         | 26      | Caída     | 8        |        |
| Ret     | 13  | Celestino Vietti    | KTM         | 26      | Caída     | 24       |        |
| Ret     | 40  | Darryn Binder       | KTM         | 26      | Caída     | 25       |        |
| Ret     | 27  | Kaito Toba          | Honda       | 18      | Retirado  | 2        |        |
| Ret     | 19  | Gabriel Rodrigo     | Honda       | 5       | Retirado  | 9        |        |
| Ret     | 21  | Alonso López        | Honda       | 0       | Caída     | 11       |        |
| Fuente: |     |                     |             |         |           |          |        |

### Resultados MotoE
| Pos.    | N.º | Piloto           | Constructor | Vueltas | Tiempo   | Parrilla | Puntos |
| ------- | --- | ---------------- | ----------- | ------- | -------- | -------- | ------ |
| 1       | 66  | Niki Tuuli       | Energica    | 5       | 7:27.862 | 1        | 25     |
| 2       | 38  | Bradley Smith    | Energica    | 5       | +0.442   | 7        | 20     |
| 3       | 63  | Mike Di Meglio   | Energica    | 5       | +0.567   | 4        | 16     |
| 4       | 4   | Héctor Garzó     | Energica    | 5       | +0.991   | 2        | 13     |
| 5       | 11  | Matteo Ferrari   | Energica    | 5       | +2.095   | 6        | 11     |
| 6       | 5   | Alex De Angelis  | Energica    | 5       | +4.048   | 9        | 10     |
| 7       | 10  | Xavier Siméon    | Energica    | 5       | +4.304   | 5        | 9      |
| 8       | 51  | Eric Granado     | Energica    | 5       | +8.118   | 3        | 8      |
| 9       | 15  | Sete Gibernau    | Energica    | 5       | +9.254   | 13       | 7      |
| 10      | 18  | Nico Terol       | Energica    | 5       | +9.414   | 8        | 6      |
| 11      | 27  | Mattia Casadei   | Energica    | 5       | +9.557   | 10       | 5      |
| 12      | 7   | Niccolò Canepa   | Energica    | 5       | +9.674   | 12       | 4      |
| 13      | 2   | Jesko Raffin     | Energica    | 5       | +9.828   | 17       | 3      |
| 14      | 78  | Kenny Foray      | Energica    | 5       | +10.137  | 14       | 2      |
| 15      | 16  | Joshua Hook      | Energica    | 5       | +11.157  | 16       | 1      |
| 16      | 6   | María Herrera    | Energica    | 5       | +18.192  | 18       |        |
| 17      | 14  | Randy de Puniet  | Energica    | 5       | +24.808  | 15       |        |
| Ret     | 32  | Lorenzo Savadori | Energica    | 4       | Caída    | 11       |        |
| 1.      |     |                  |             |         |          |          |        |
| Fuente: |     |                  |             |         |          |          |        |